# Erika Weinstein
Erika Weinstein geb. Götz (* 6. Januar 1950 in Schweinfurt) ist eine ehemalige deutsche Leichtathletin, die – für die Bundesrepublik Deutschland startend – in den 1970er Jahren als Läuferin über 400 Meter und 400 Meter Hürden in Erscheinung trat.
Die 1,68 m große und 59 kg schwere Athletin startete für den TuS 04 Leverkusen.

## Karriere
Erika Weinstein gewann zehn Deutsche Meistertitel:
- 1972 Crosslauf Mittelstrecke (Mannschaftswertung)
- 1973 Crosslauf Mittelstrecke (Mannschaftswertung)
- 1973 Crosslauf Langstrecke (Mannschaftswertung)
- 1974 über 400 m in der Halle (54,78 s) vor Brigitte Koczelnik und Dagmar Jost
- 1975 über 400 m Hürden in 58,2 s vor Carola Claus und Silvia Hollmann
- 1975 über 4 × 400 m (Team: Christel Frese, Erika Weinstein, Ellen Wellmann, Rita Wilden)
- 1977 über 400 m Hürden in 57,21 s vor Silvia Hollmann und Heike Neumann
- 1978 über 4 × 2 Runden in der Halle (Team: Bömelburg, Erika Weinstein, Schwerdtfeger, Elvira Possekel)
- 1980 über 4 × 400 m (Team: Christina Sussiek, Erika Weinstein, Petra Kleinbrahm, Elke Decker)
- 1983 über 4 × 400 m (Team: Erika Weinstein, Petra Kleinbrahm, Elke Decker, Brinkmann)

Hinzu kommen insgesamt zehn Vizemeisterschaften über 400 Meter (1973 und 1977), über 400 Meter in der Halle (1972 und 1973), über 400 Meter Hürden (1978 und 1979), mit der 4-mal-100-Meter-Staffel (1973 und 1977), mit der 3-mal-800-Meter-Staffel (1974 und 1975) sowie drei dritte Plätze (1975 4 × 100 m, 1978 400 m Halle und 1982 400 m Hürden).
Bei internationalen Veranstaltungen konnte sie drei Medaillen gewinnen:
- Halleneuropameisterschaften 1972 in Grenoble:
  - Gold mit der 4-mal-2-Runden-Staffel in 3:10,4 min (Team: Rita Wilden, Erika Weinstein, Christel Frese, Inge Bödding) vor der UdSSR und Frankreich
  - Bronze über 400 m in 54,73 s hinter Christel Frese (Gold in 53,36 s) und Inge Bödding (Silber in 54,60 s)
- Halleneuropameisterschaften 1973 in Rotterdam:
  - Gold mit der 4-mal-2-Runden-Staffel in 3:10,85 min (Team: Dagmar Jost, Erika Weinstein, Annelie Wilden, Gisela Ellenberger) vor Frankreich und Polen

Als Einzelläuferin startete sie sowohl in Rotterdam als auch im darauffolgenden Jahr bei den Halleneuropameisterschaften in Göteborg, schied aber beide Male im Zwischenlauf aus.
Im Jahr 1978 bei den Europameisterschaften in Prag startete sie über 400 Meter Hürden, kam aber auch hier nur bis in den Zwischenlauf.
Über 400 Meter Hürden lief sie zwei deutsche Rekorde:
- 57,21 s, gelaufen am 29. Mai 1977 in Dortmund
- 57,06 s, gelaufen am 4. Juni 1977 in Sotschi.

Erika Weinsteins persönliche Bestzeiten liegen bei
- 52,47 s über 400 m, gelaufen am 18. Juli 1975 in Durham/USA
- 56,60 s über 400 m Hürden, gelaufen am 28. Mai 1978 in Berlin